# Kristian Osvald Viderø
Kristian Osvald Viderø (n. 27 mai 1906, Skálavík, Sandoyar⁠(d), Insulele Feroe – d. 8 aprilie 1991, Copenhaga, Danemarca) a fost un preot și scriitor din Insulele Feroe.